# Valle del Guadalhorce
El Valle del Guadalhorce o Algarbía, és una comarca de la província de Màlaga, formada per 8 municipis, en una regió natural formada pel riu Guadalhorce.
Aquesta vall es caracteritza per la seva fertilitat i el cultiu d'hortalissa, fruita i cítrics, sent també coneguda com l'horta de Màlaga. Avui dia l'expansió urbanística se centra en aquesta zona, a causa de la seva proximitat amb la capital i les bones comunicacions amb aquesta, com són l'Autopista Màlaga-Campillos, etc. Coín és considerada la capital de facto de la comarca, a causa del seu pes poblacional històric, i ser cap del Partit Judicial homònim. Encara que en l'actualitat, la població més gran és Alhaurín de la Torre.

## Comunciacions
La més antiga i important pel que va representar per a l'economia i expansió de la Valle del Guadalhorce és la linea de ferrocarril que transportava mercaderies i passatgers que procedien d'estacions com Sevilla, Còrdova o Madrid i que ara uneix Álora amb Màlaga mitjançant una línia de rodalia parant també per Pizarra i Cártama. Actualment és una de les línies més concorregudes d'Espanya per la qual passen centenars de trens diaris, entre ells l'AVE. L'autovia A-357 de Campillos a Màlaga, també coneguda com a Autovia del Guadalhorce connecta, a nivell intercomarcal, els nuclis de població que s'assenten al llarg de la Vall del Gualdalhorce. La carretera comarcal A-366, també coneguda com a Carretera de Coín, travessa des de Churriana fins a Coín, convirtiendose en travessia en travessar Alhaurín de la Torre i Alhaurín el Grande.